# Filas virtuais
Filas virtuais  (em inglês, virtual queuing ) é um conceito utilizado em call centers. Os call centers usam um distribuidor automático de chamadas (ou ACD) para distribuir chamadas de entrada para os  agentes do call center. As filas de espera ACD chamadas usando um princípio  First In, First Out (acontecendo) como um agente se torna disponível. Desde o cliente chamando experiência, sem a oportunidade de usar filas virtuais, eles só tem 2 opções: esperar até que um agente cego está disponível, ou abandonar (travar) e recordar mais tarde. Do ponto de vista de call-center, muitas chamadas em fila representam desistências, mais clientes, rediscagem e insatisfação dos clientes generalizada.
Sistemas de filas virtuais permitem que os clientes recebem um back call-back chamado ou sistema ao invés de ficar esperando na fila do DAC, e economizar tempo de espera na fila. Esta solução é análoga à "fast track" opção (por exemplo, a Disney World FASTPASS) utilizado em parques de diversões, que muitas vezes têm longas filas para montar as montanhas-russas e atrações diversas. Por uma taxa adicional, um sistema permite que os visitantes do parque para garantir seu lugar em uma "fila virtual" em vez de esperar na fila para permanecer física.
Vários tipos de sistemas de filas "virtuais", mas padronizou a  First In, First Out que separa o chamador em vez de esperar na fila é projetado para monitorar a fila de cálculo de um TLD (estimado Tempo de espera eo tempo estimado de espera) se for superior a uma hora programada. Quando o "limiar" ou horário predefinido for excedido, o sistema atenderá as chamadas recebidas antes de entrar numa fila. Ele informa chamadores tempo EWT e oferece a opção de receber uma [callback []], ao mesmo tempo que se o cliente tivesse permanecido em espera.
Se o chamador decide esperar, a chamada é encaminhada diretamente para a fila. Os clientes que optaram por ter chamado de volta ou um 'retorno', são solicitado a digitar seu número de telefone e pode desligar, evitando acompanhamento em espera. Um "lugar remoto virtual" oferece ao cliente a sua posição na fila, enquanto o sistema funciona ACD. O sistema de progresso "filas virtuais dos monitores nas chamadas em fila são atendidas e gera a saída chamado de volta para o cliente apenas um momento antes de você colocar no contato virtual ser abordadas. Quando chamado de volta é respondido pelo cliente, o sistema solicitará que você confirme que é a mesma pessoa que o pedido de retorno de chamada e se assim ele se conecta ao primeiro representante disponível call-center que atende a chamada como uma chamada normal de entrada ou de de entrada.
Call centers não medem "fila virtual" tempo como ASA ou "time out" porque o chamador é livre para fazer outras atividades em vez de esperar para ouvir a música e anúncios. O tronco de voz é liberado entre a ACD e da rede de telecomunicações, de modo que este apelo não coleta qualquer 'tempo de espera ASA' ou custos de telefonia de entrada.
Comparando-se os 'tempos de espera dos tradicionais' contra aqueles da 'fila virtual' em um cronograma diferença é percebida favoravelmente a percepção do cliente impacto. No exemplo 1, o cliente tem que esperar em uma 'espera tradicional' cerca de 12 minutos. E quando ele finalmente conectado com um agente, a chamada é atendida por 3 minutos -, mas grande parte desse tempo podem incluir queixas sobre o tempo de espera. Note-se que esta situação é que muitos clientes tinham abandonado a fila antes de ser servido por um representante e rellaman repetidamente, resultando em custos adicionais para a telefonia de call-center call center e os impactos para as metas métricas ou KPI.
No segundo exemplo, o cliente é servido por um sistema de 'fila virtual'. Ouça as boas-vindas informando o tempo de espera estimado ou TLD, e oferece a opção de receber um chamado de volta em vez de esperar na fila. Se o cliente optar por esperar na fila, vem a chamada para 'fila' e está ligado a um agente quando chegar sua vez. É improvável que o cliente reclama de espera, porque ele foi originalmente informado de seu tempo de espera estimado e foi apresentado com opções a este respeito. Isto é indicado no exemplo como "Talk Time Salvo", ou Tempo Salvo Conversação. O cliente também tem menos probabilidade de abandonar a chamada, dada a diferença de tratamento entre a chamada ea escolha do cliente em relação às suas esperanças.
O terceiro exemplo mostra uma cliente que é tratada por um sistema de fila virtual e optar por receber um chamado de volta ao mesmo tempo que se ele tivesse esperavam na fila. Depois de digitar o telefone e dizer o seu nome ao sistema, o cliente trava e 'lugar virtual espera "reserva a sua posição na fila. Esse "tempo de fila virtual" reduzir os custos de telefonia (desde que o cliente não está mais esperando na fila) e libera um tempo valioso para seus clientes. Quando o 'lugar virtual espera' está na frente da fila, o sistema chama o cliente, acolhe, e coloca-lo em primeiro lugar, pronto para ser o próximo a ser respondida por um representante de call center. Como o cliente deve ter experimentado o serviço de forma positiva, deve ser muito improvável que se queixam de espera.
Impacto
Sistemas de 'filas virtuais' ajuda a métricas de call centers de muitas maneiras. O tempo de fila é normalmente medida como ASA (Time-to velocidade de resposta ou Média Média de espera). E quando são oferecidos aos clientes a opção de receber uma chamada de volta chamado de volta ou  First In, First Out, a aceitação de clientes para este serviço inicialmente entre 45% a 55% ou mais. Cerca de cerca de metade das chamadas que normalmente teria uma fila de entre 5 a 10 minutos acumular um ASA (tempo de espera em média) de 10 segundos. Por sua vez, estes rellamados com um ASA curto entraria em o objectivo de nível de serviço. Uma vez que os chamadores não pode sair enquanto eles estão na 'fila virtual', o total de chamadas abandonadas é reduzida. O impacto sobre o [satisfação do cliente []] é positivo. Os 'filas virtuais' pode resultar em experiências de serviços melhorados e melhorias em call-center operações. Embora existam vários tipos de 'filas virtuais' de sistemas.
Fila FIFO vs Filas agendados: A estrutura tem
Os dois tipos principais de 'filas virtuais' que são sistemas de  First In, First Out (FIFO) e fila do agendadas.
Sistemas do tipo FIFO permitem aos clientes manter o seu lugar na fila e receber uma chamada de retorno ao mesmo tempo, como se tivessem esperavam na fila. O 'Ponto Virtual do lugar' mantém a estrutura da cauda e proporciona maior comodidade para os clientes a não penalizá-los por não escolher a linha tradicional de espera.
Os exemplos acima mostram exemplos de como a 'fila' tipo FIFO opera. Enquanto sistemas de filas de programada "também oferecem a mesma comodidade de um callback para evitar a espera, eles diferem no FIFO em que os clientes não manter o seu lugar na fila original.
Sistemas de chamada de retorno programado para oferecer aos clientes uma chamada de volta algum dia no futuro - mas depois o tempo quando a chamada é atendida, se eles ficaram em linha. Se os tempos de espera são excessivas, pode ser mais conveniente para os clientes para receber uma chamada de volta no final do dia, ou até mais tarde na semana. Entre os vários tipos de sistemas de chamada de retorno agendadas, há variações, cada uma com seus pontos fortes e fracos.
Tipo de agenda, programação de sistemas permitem que os clientes para agendar compromissos para até 7 dias no futuro. Os contact centers podem bloquear as vezes que não estão disponíveis para a programação e limitar o número de consultas disponíveis. Calendário sistemas também permitem que os clientes que vêm ao centro após o horário comercial para agendar uma consulta durante as horas normais de operação.
Sistemas de programação do temporizador prometem uma chamada de retorno a um período de tempo pré-determinado, independentemente das condições da cauda. Enquanto isto assegura um tempo de chamada de retorno para o cliente, um aumento no volume de chamada ou enxugamento devido a uma mudança de deslocamento pode criar um gargalo na cauda do centro de contacto, aumentando o tempo esperado.
Previsões sistemas de programação com base apenas oferecer consultas no momento em que o contact center antecipa uma queda na demanda com base em previsões do planejamento da força de trabalho. Estes tempos pode não ser adequado para o centro de contacto do cliente e corre o risco de um gargalo se a redução esperada da procura ou um aumento de pessoal não está na produção.
Enquanto isso, para a primeira entrada, de saída para o primeiro, e para as filas programadas pode fornecer benefícios de desempenho significativos para o call center, alguns sistemas de filas só permitem retornos programados, embora FIFO é claramente preferível. As limitações desses sistemas não oferecem programação forçado a melhor experiência de cliente, e sua dependência com o temporizador ou ligue previsões de tráfego pode afetar negativamente as operações de contact center. A programação do temporizador e programação de sistemas forçado pode causar um "quadrado" ou condição de "perseguição" a ocorrer na cauda, o que reduz a eficiência do call center.
A melhor aposta para melhorar a satisfação do cliente e operações de contact center é implementar uma solução de gerenciamento de fila que inclui tanto o primeiro estudo abrangente e inbound, outbound e para os primeiros convites e agendado foca na experiência do cliente enquanto melhora o desempenho do centro de contacto.
Uma boa solução tecnologias de filas virtuais integração com call center existente, como CTI, gerenciamento de pessoal e baseado em habilidades de roteamento para maximizar os benefícios de todos os sistemas, tornando-se parte integrante de uma estratégia abrangente filas.
As aplicações da Virtual Hold
Alguns utilitários (televisão electricidade, gás natural, telecomunicações e cabo) o uso de fila virtual para gerenciar picos sazonais no tráfego de call center e picos de tráfego inesperadas devido ao tempo de serviço ou interrupções . Call centers que as chamadas do processo de entrada de televendas podem reduzir o número de chamadas abandonadas. Organizações clientes usar fila virtual para melhorar os níveis de serviço e aumentar a fidelidade do cliente. Indemnizações de seguros a centros de processamento de usar fila virtual para lidar com picos inesperados devido a catástrofes naturais.

## Provedores de Virtual Hold
Corsidian Virtual Hold
QueueBuster
QBybass
Call Queuing with Virtual Hold - O poder de decisão nas chamadas dos clientes.
Qology
Q4U
QLess virtual queuing